# Wolf Linder
Wolf Linder (* 26. Mai 1944 in St. Gallen) ist ein Schweizer Hochschullehrer und Politologe.

## Leben
Linder wuchs in St. Gallen auf. Dort besuchte er die Kantonsschule am Burggraben und schloss mit der Matura Typ B 1963 ab.
Anschliessend folgten dank eines Stipendiums Studien der englischen Literatur und der Politischen Wissenschaft am Hamilton College in Clinton (Oneida County, New York). Zurück in der Schweiz studierte er Rechtswissenschaften an der Universität Zürich und schloss 1968 mit dem entsprechenden Lizenziat ab. Nach praktischer juristischer Tätigkeit machte er ein Zweitstudium in Politikwissenschaft an der Universität Konstanz. Seine Dissertation zur kommunalen Verkehrs- und Entwicklungspolitik schloss er 1973 ab. Dann wurde Linder wissenschaftlicher Mitarbeiter und Projektleiter am Institut für Orts-, Regional- und Landesplanung der ETH Zürich. Er konnte dort eine politikwissenschaftliche Arbeitsgruppe zur Forschung und Lehre der politischen Planung aufbauen. Ab 1982 war er Ordentlicher Professor am Hochschulinstitut für öffentliche Verwaltung (IDHEAP=Institut de hautes études en administration publique) in Lausanne. Seine Berufung als Ordentlicher Professor an die Rechts- und Wirtschaftswissenschaftliche Fakultät der Universität Bern erfolgte 1987. Dort wurde er Direktor des Forschungszentrums für schweizerische Politik.
Neben seiner Lehre und Forschung zur schweizerischen Politik beriet er Behörden und war als Experte für Demokratisierungsfragen in Ländern der Dritten Welt tätig. Er wurde 2009 emeritiert.

## Weitere Tätigkeiten
- 1974 bis 1982: Mitglied des Grossen Rates des Kantons Thurgau (SP-Fraktion)
- 1976 bis 1995: Vorstandsmitglied der Schweizerischen Vereinigung für Politische Wissenschaft
- 1995 bis 2000: Vorstandsmitglied der Schweizerischen Akademie der Geistes- und Sozialwissenschaften
- ab 1998: Experte für Entwicklungszusammenarbeit, Dezentralisierung und Föderalisierung (DEZA, EDA, Helvetas)
- 1999 bis 2008: Mitglied des Forschungsrates des Schweizerischen Nationalfonds
- 2009 bis 2012: Ombudsperson der Universität Bern.

## Veröffentlichungen, Auswahl
- mit Hans Werder und Beat Hotz: Planung in der schweizerischen Demokratie. Haupt Verlag, Bern 1979.
- Politische Entscheidung und Gesetzesvollzug in der Schweiz. Haupt Verlag, Bern 1987.
- mit Regula Zürcher und Christian Linder: Gespaltene Schweiz – geeinte Schweiz. Verlag Hier und Jetzt, 2008, ISBN 978-3-03919-080-5.
- Swiss Democracy: Possible Solutions to Conflict in Multicultural Societies. Palgrave Macmillan, Basingstoke 2010, ISBN 978-0-230-23189-4.
- mit Christian Bolliger und Yvan Rielle (Hrsg.): Handbuch der eidgenössischen Volksabstimmungen 1848 – 2007. Haupt Verlag, Bern 2010, ISBN  978-3-258-07564-8.
- mit Sean Mueller: Schweizerische Demokratie. Haupt Verlag, Bern, 4. Auflage 2017, ISBN 978-3-258-07757-4.

Eine Übersicht weiterer Publikationen findet sich auf der persönlichen Website von Linder.
Er tritt weiterhin mit Beiträgen zu politischen Themen an die Öffentlichkeit.